# Kevin Smith
Kevin Patrick Smith (2. kolovoza 1970.) američki redatelj i scenarist. 
Kevin Smith odrastao je u New Jerseyju. Radio je kao trgovac, što ga je i potaknulo za pisanje scenarija filma Trgovci.

## Filmovi
- Trgovci (Clerks - 1994.)
- Štakori iz trgovačkog centra (Mallrats - 1995.)
- Loveći Amy (Chasing Amy - 1997.)
- Dogma (Dogma - 1999.)
- Jay i Silent Bob uzvraćaju udarac (Jay and Silent Bob Strike Back - 2001.)
- Djevojka iz Jerseyja (Jersey Girl - 2004.)
- Trgovci 2 (Clerks II - 2006.)
- Zack i Miri snimaju pornić (Zack and Miri Make a Porno - 2008.)
- Profesionalci u akciji (Cop Out - 2010.)
- Red State (Red State - 2011.)

## Vanjske poveznice
- Kevin Smith u internetskoj bazi filmova IMDb-u (engl.)
- The View Askewniverse
- His blog
- Jay and Silent Bob's Secret Stash  Arhivirana inačica izvorne stranice od 17. listopada 2006. (Wayback Machine)